# 濱本松子
濱本 松子（はまもと まつこ、1943年〈昭和18年〉1月19日 - ）は、日本の女官長。東京都出身。

## 経歴
昭和天皇の側近の一人で内大臣を務めた木戸幸一の長男である木戸孝澄の長女として生まれた。木戸孝允の玄孫にあたり、孝允の妻の松子と同名である。学習院大学文学部を卒業した。
内閣情報調査室次長である濱本康也と結婚した。1990年（平成2年）に宮内庁侍従職の御用掛となり、1992年（平成4年）に女官となる。
2004年（平成16年）3月31日より皇后美智子の世話をする女官長に就任し、2013年（平成25年）4月1日まで務めた。また前女官長の井上和子は叔母にあたる。